# Jack Crompton
John „Jack“ Crompton (* 18. Dezember 1921 in Manchester; † 4. Juli 2013 ebenda) war ein englischer  Fußballspieler auf der Position des Torwarts.

## Leben

### Spieler
Crompton begann seine fußballerische Laufbahn bei Newton Heath Loco und spielte anschließend für den Goslings FC. Dort wurde er von Louis Rocca entdeckt, der ihn 1944 zu Manchester United holte und mit Wirkung vom 1. Januar 1945 mit einem Profivertrag ausstattete. Vorher absolvierte er einen Einsatz für den Stadtrivalen Manchester City sowie ein kurzfristiges Gastspiel bei Stockport County. 
Sein Debüt für die Red Devils bestritt Crompton am 5. Januar 1946 in einem Drittrundenspiel des FA Cup 1945/46 gegen Accrington Stanley, das 2:2 endete. Das Rückspiel gewann United 5:1. In der folgenden Runde schied der MUFC gegen Preston North End aus, gewann den FA Cup aber zwei Jahre später. Crompton war der am längsten überlebende Spieler aus der Siegermannschaft von 1948.
Fast von Beginn an hatte Crompton sich zum Stammtorhüter der Red Devils entwickelt, verlor seinen Stammplatz aber in der Saison 1950/51 (in der er – turnierübergreifend – nur zwei Einsätze absolvierte) an den von den Queens Park Rangers gekommenen Torhüter Reg Allen. In der Meistersaison 1951/52 kam Crompton immerhin zu neun Einsätzen und ein Jahr später konnte er sich seinen Stammplatz zurückerobern, war aber ab 1954 erneut nur zweite Wahl und beendete seine aktive Laufbahn in der Saison 1955/56 mit dem nochmaligen Gewinn der englischen Meisterschaft, wenngleich er diesmal nur zu einem Punktspieleinsatz gekommen war.

### Trainer
Nach seiner aktiven Laufbahn wechselte Crompton in den Trainerstab von Manchester United, für die er in zwei Etappen (mit geringen Unterbrechungen) zunächst von 1958 bis 1971 und anschließend noch einmal von 1974 bis 1981 tätig war. 1962 wurde er von Luton Town verpflichtet, kehrte aber bereits nach einer Woche zu den Red Devils zurück. 1971 übernahm er das Amt des Cheftrainers beim AFC Barrow und während der Saison 1973/74 arbeitete er eine Zeitlang als Assistenztrainer von Bobby Charlton bei Preston North End. Nach dem Weggang von Dave Sexton und vor der Verpflichtung von Ron Atkinson 1981 war Crompton kurzzeitig als Interimstrainer von Manchester United im Einsatz.

### Die letzten Jahre
1986 veröffentlichte er seine Autobiografie mit dem Titel From Goal-Line to Touchline. Er starb am 4. Juli 2013 im Alter von 91 Jahren in seiner Heimatstadt Manchester.

## Erfolge
- Englischer Meister: 1951/52, 1955/56
- Englischer Pokalsieger: 1947/48